# Глухой палатальный носовой согласный
Глухой палатальный носовой согласный-согласный звук,используемый в некоторых разговорных языках.Этот согласный звук встречается в качестве фонемы в разных частях планеты.

## Свойства
- Его манера артикуляции окклюзионная, что означает, что он производится путем блокирования воздушного потока в голосовом тракте. Поскольку согласный также является носовым, заблокированный поток воздуха перенаправляется через нос.
- Его место сочленения небное, что означает, что он сочленяется со средней или задней частью языка, поднятой к твердому небу.
- Его фонация безгласна, что означает, что она производится без колебаний голосовых связок.
- Это носовой согласный, который означает, что воздух может выходить через нос либо исключительно (носовые остановки), либо в дополнение ко рту.
- Это центральный согласный, что означает, что он производится путем направления воздушного потока вдоль центра языка, а не по бокам.
- Механизм воздушного потока является пульмоническим, что означает, что он артикулируется путем выталкивания воздуха исключительно легкими и диафрагмой, как и в большинстве звуков.

## Транскрипция
В международном фонетическом алфавите используются всего лишь один символ, чтобы отображать этот звук: ɲ̊.

## Примеры
| Язык                    | Слово  | МФА       | Значение       |
| ----------------------- | ------ | --------- | -------------- |
| Бирманский              | ညှာ/nya: | [ɲ̊à]      | «внимательный» |
| Иааи                    |        | [ɲ̊øːk]    | «посвящать»    |
| Исландский              | banki  | [ˈpäu̯ɲ̊cɪ] | «банк»         |
| Халапанский масатекский | hñá    | [ɲ̊á]      | «кисть»        |
| Шиксинский              |        | [ʃɐ̃˦ɲ̟̊ɛ˦]  | «чистый»       |